# 4 ACE
4AcePR este o agenție independentă de relații publice, cu capital 100% românesc, înființată în decembrie 2002.
Din 2005, agenția este cofondator și membru al rețelei internaționale de relații publice, PR Network, cu membri în peste zece țări din Europa și Statele Unite.
În anul 2008, compania a devenit prima agenție de relații publice din România certificată ISO, pentru managementul calității.
De-a lungul timpului, 4AcePR a lucrat pentru companii ca BenQ, Castrol, Elmiplant, P&G Beauty, Abbott, Diverta, iNES IPTV, Șapte Seri și alții. Din portofoliul actual fac parte: Indesit Company, Gedeon-Richter, Flamingo Computers, Flanco și Flanco World, Genius și Centrul Medical Unirea.